# James Gang

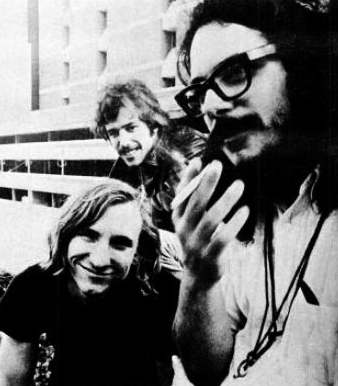
James Gang, 1970

James Gang was een Amerikaanse rockband rond drummer Jim Fox. De band heeft nooit lang in dezelfde bezetting bestaan.
The James Gang ontstond in Cleveland in 1966 en bestond oorspronkelijk uit vijf leden. Grote invloeden waren The Yardbirds en The Who. In 1969 bestond de band, naast Fox, uit  Tom Kriss (zang en bas) en Joe Walsh (zang en gitaar). In deze bezetting werd het debuutalbum Yer' Album opgenomen, geproduceerd door Bill Szymczyk. Na dit album stapte Kriss op en werd deze vervangen door Dale Peters, die hierna met Fox de kern van de groep zou vormen. In deze bezetting werden de albums Rides Again (1970), Thirds (1971) en Live in Concert (1971) opgenomen. Hierna stapte Walsh uit de band, die hiermee de belangrijkste creatieve kracht verloor. Met vervangers Roy Kenner (zang) en Domenic Troiano (gitaar) werden in 1972 nog twee zwakke albums uitgebracht, Straight Shooter en Passin' Thru. De band beleefde een kortstondige artistieke heropleving nadat Troiano overstapte naar The Guess Who en vervangen werd door Tommy Bolin, met wie de albums Bang! (1973) en Miami (1974) werden opgenomen. Hierna vertrok ook Bolin. Van The James Gang verschenen hierna nog twee albums, Newborn (1975) en Jesse Come Home (1976), waarbij Fox en Peters werden bijgestaan door Bubba Keith (zang en gitaar) en Richard Shack (1976). Hierna werd de band opgeheven.
In de jaren 90 waren er enkele reünies van de bezetting Fox, Peters en Walsh, inclusief een optreden in 1996 tijdens de verkiezingscampagne van presidentskandidaat Bill Clinton en een gastoptreden in The Drew Carey Show. In februari 2001 speelde de band een aantal concerten in Cleveland, waaronder een in de Rock and Roll Hall of Fame. Op 3 september 2022 speelde de band mee op het Tayor Hawkins tribute concert, ter ere van de overleden drummer van de Foo Fighters.

## Discografie
- Yer' Album (1969)
- Rides Again (1970)
- Thirds (1971)
- Straight Shooter (1972)
- Passin' Thru (1972)
- Bang! (1973)
- Miami (1974)
- Newborn (1975)
- Jesse Come Home 1976)